# Стерпетине I (Пезаро и Урбино)
Стерпетине I је насеље у Италији у округу Пезаро и Урбино, региону Марке.
Према процени из 2011. у насељу је живело 74 становника. Насеље се налази на надморској висини од 17 м.